# Лобачов Владислав Тимофійович
Владислав Тимофійович Лобачов (12 грудня 1938 — 20 лютого 2018, місто Кам'янське Дніпропетровської області) — металург, інженер, колишній генеральний директор Дніпровського металургійного комбінату імені Дзержинського Дніпропетровської області.

## Біографія
Освіта вища. Трудову діяльність розпочав у 1956 році на Ворошиловському (Комунарському) металургійному заводі Луганської області оператором поста управління листопрокатного цеху. Пройшов шлях від робітника до головного інженера і заступника директора Комунарського металургійного заводу. Член КПРС.
У травні 1987 року був призначений начальником головного виробничого управління металургійного виробництва Міністерства чорної металургії Української РСР.
У грудні 1987 — жовтні 1990 року — генеральний директор Дніпровського металургійного комбінату імені Дзержинського Дніпропетровської області. Потім до січня 1991 року був заступником генерального директора Дніпровського металургійного комбінату імені Дзержинського із реконструкції і переозброєння.
Потім — на пенсії у місті Дніпропетровську.

## Нагороди
- орден «Знак Пошани»
- медалі
- Почесна грамота Президії Верховної Ради Української РСР